# Château du Grand-Casset
Le château du Grand-Casset, détruit en 2017, était situé sur la commune de La Boisse, en France.

## Situation
Le château était situé dans le département de l'Ain sur la commune de La Boisse, en région Auvergne-Rhône-Alpes. 

## Historique
Le château était une ancienne propriété de Louis Andrieux, homme politique français et père naturel de Louis Aragon. Le château du Grand-Casset, appelé également « Maison maison Georges-Lapierre », accueillait des enfants et des jeunes en grande difficulté sociale. Il est détruit en 2017 à cause du risque d'écroulement,,.